# Angelonia arguta
Angelonia arguta är en grobladsväxtart som beskrevs av George Bentham. Angelonia arguta ingår i släktet Angelonia och familjen grobladsväxter. Inga underarter finns listade i Catalogue of Life.